# Jannik Sinner
Jannik Sinner (San Candido, 2001. augusztus 16. –) négyszeres Grand Slam-tornagyőztes, világelső német anyanyelvű olasz profi teniszező.

## Családi háttere
Sinner ugyan olasz állampolgárként, de Észak-Olaszország történelmileg elcsatolt Dél-Tirol régiójában, azon belül is a német nyelvű Bolzano autonóm megyében (Autonome Provinz Bozen – Südtirol), Innichen községben született. Jannik német anyanyelvűként a család származási helyén, a szomszédos Sexten településen, az észak-olaszországi Dolomitokban, a Sexteni-Dolomitok és a Karni-Alpok között húzódó Sexteni-völgyben nőtt fel az osztrák államhatár közelében, ahol édesapja, Hans-Peter Sinner konyhafőnökként dolgozott. Édesanyja, Siglinde Sinner pedig ekkor pincérnő volt egy síházban. Janniknak van egy Mark nevű, idősebb adoptált testvére, aki Oroszországban született.

## Kezdetek
Sinner három évesen egyszerre kezdett síelni és teniszezni is. Első tenisztornáján öt évesen, első síversenyén pedig első osztályos általános iskolásként vett rész. Miután nyolcévesen országos síbajnokságot nyert, tizenhárom évesen a teniszre helyezte a hangsúlyt és az olasz riviérára költözött, hogy Riccardo Piatti olasz edzőnél tudjon edzeni. Fiatal kori korlátozott sikerei ellenére, Sinner 16 évesen profi versenyeken kezdett játszani, és azon kevés játékosok egyike lett, akik 17 évesen több ATP Challenger Tour címet nyertek. 2019-ben megnyerte az ATP Év Újonca díjat, miután betört a világranglista top 100-ba, bejutott első ATP-elődöntőjébe, és megnyerte a Milánói Next Generation ATP-döntőt. 2021-ben először került be az ATP világranglista első 10 játékosa közé.
Sinnernek kiváló kétkezes fonákja van, és vezette az ATP Tour-t az ütések csúcspörgéseinek mennyiségében.

## Junior karrier
Sinner 2016-ban kezdett játszani az ITF Junior Circuit versenyen, a Nemzetközi Teniszszövetség (ITF) által szervezett első számú utánpótlás-túrán. A 2017-es olaszországi Grade A tornán a nyitókörben elszenvedett vereséget követően 2018-ban a negyeddöntőig jutott. Ez volt az egyetlen junior verseny, amelyen 2018-ban játszott. Soha nem játszott junior Grand Slam-tornán. Mivel nagyon kevés magas szintű versenyen vett részt junior korában, Sinner pályafutása csúcsán elért junior rangsora viszonylag alacsony, 133. volt.

## Profi karrier
Sinner nem koncentrált túlságosan a junior körversenyre, helyette 2018 elején elkezdett az ITF férfi körversenyen játszani. Alacsony helyezése miatt kezdetben csak az ITF Futures versenyein indulhatott közvetlenül, ennek ellenére az év második felében kezdett szabadkártyákat kapni az ATP Challenger Tour versenyein, amely az ATP által lebonyolított másodosztályú túra.
2019 februárjában 17 évesen és 6 hónaposan nyerte meg első ATP Challenger-bajnoki címét Bergamóban. Ő lett az első 2001-ben született, aki bejutott a Challenger döntőjébe, és a legfiatalabb olasz, aki Challenger-címet nyert a történelem során. Ezzel a címmel több mint 200 helyet emelkedett az ATP-ranglistán a 324. helyre. Az első két ITF Futures címe után Sinner szerencsés vesztesként lépett pályára első ATP-tornáján a Hungarian Openen, ahol első túraszintű győzelmét aratta a hazai szabadkártyás Valkusz Máté ellen. A következő héten elérte második ATP Challenger döntőjét Ostravában, és második helyen végzett Kamil Majchrzak mögött. Első ATP Masters-győzelmét az olasz nyílt teniszbajnokságon szerezte Steve Johnson ellen, és következő ATP-győzelmével a Croatia Open Umag-on, júliusban betört a legjobb 200 közé. 2019-ben az év újoncának választották.
2020-ban bejutott az Australian Open második fordulójába, és első Grand Slam-mérkőzésén győzött a hazai Max Purcell ellen, majd vereséget szenvedett Fucsovics Mártontól. A Rotterdam Openen megszerezte első top 10-es győzelmét a világranglista 10. helyezettje, David Goffin ellen. Sinner azzal zárta a szezont, hogy megnyerte a Sofia Opent, s ezzel együtt első ATP-címét.
2021-ben Sinner következő nagy eredménye - a Great Ocean Road Open megnyerése után - a Miami Openen volt, ahol első ATP Masters 1000 döntőjét érte el. Reilly Opelka partnereként megnyerte első páros címét a 2021-es Atlanta Openen, legyőzve Steve Johnsont és Jordan Thompsont. A 2021-es Washingtonban megrendezett Citi Openen Sinner 5. kiemeltként indult a tornán, bejutott a döntőbe, és több fiatal játékost is legyőzött az út során, míg a döntőben Mackenzie McDonaldot is, ezzel megszerezte harmadik győzelmét és első ATP 500-as címét. Sinner sikeresen megvédte címét a Sofia Openen első kiemeltként, a döntőben ismét legyőzte a második kiemelt Gaël Monfilst. Az European Openen megszerezte ötödik ATP győzelmét, ezzel Novak Djokovic óta ő lett a legfiatalabb, aki öt ATP címet nyert.
2022-ben a Madrid Openen pályafutása 100. győzelmével győzte le Alex de Minaurt, ezt a mérföldkövet a 147. meccsén érte el. A Croatia Openen Sinner legyőzte Carlos Alcarazt a döntőben, és ezzel megszerezte első salakpályás címét. Azzal, hogy 2022-ben az US Open negyeddöntőjébe jutott, Djokovic óta a legfiatalabb játékos lett, aki mind a négy Grand-Slam torna negyeddöntőjéig eljutott.
2023 februárjában Sinner megnyerte a Open Sud De France versenyt Montpellier-ben.
2024 januárjában, az elődöntőben legyőzve a szerb Novak Djokovicot, bejutott az Australian Open döntőjébe, ahol öt szettben legyőzte az orosz Danyiil Medvegyevet, és ezzel megszerezte élete első Grand-Slam trófeáját. Ezt követte még ugyanezen évben az US Open, melynek döntőjében három szettben győzte le Taylor Fritz amerikai teniszezőt. Az évet világelsőként zárta.

## Játékstílusa
Sinnert több esetben is Roger Federerhez hasonlítják, higgadt, udvarias viselkedése és az egész pályára kiterjedő mozgása miatt. Maga Federer is impozáns szavakkal illette, miszerint "Amit szeretek benne, az az, hogy majdnem ugyanolyan gyorsasággal üt tenyeressel és fonákkal". A korábbi világelső junior- és teniszedző, Claudio Pistolesi dicsérte Sinner jó oldalmozgását, amit részben Sinner síelő múltjának tulajdonít. Ebben a tekintetben Sinnert Novak Djokovichoz hasonlították, aki szintén a síelő múltjának tulajdonítja tenisztudásának fejlesztését. Sinner legnagyobb ereje a kétkezes fonákja, amelyet nagyobb pörgetéssel üt meg, mint bármely más játékos az ATP Touron, átlagosan 1858 fordulat/perc fordulatot regisztrálva az ütés során, és az ötödik legjobb átlagsebesség 111,2 kilométer/óra (69,1 mph).

## Magánélete
Sinner Monte-Carlóban lakik, az A.C. Milan futballcsapatának nagy szurkolója. Egyik teniszbálványa honfitársa, Andreas Seppi, ennek ellenére arra törekszik, hogy az eredmények tekintetében megelőzze őt. Három nyelven is folyékonyan beszél: német (anyanyelve), olasz, angol.